# Augusteische Schwelle
Augusteische Schwelle ist ein von US-amerikanischen Politikwissenschaftler Michael W. Doyle entwickelter Begriff, der den Übergang von einem instabilen, gefährdeten Herrschaftsraum zu einem dauerhaft gesicherten Zustand eines Imperiums bezeichnet.

## Details
Eingang in die deutsche Literatur hat der Begriff insbesondere durch den Politikwissenschaftler Herfried Münkler gefunden. Nach Münklers Definition haben langlebige Imperien die augusteische Schwelle überschritten, indem sie die Peripherie ihres Machtbereichs an den Errungenschaften und am Wohlstand ihres Zentrums teilhaben ließen. Langlebige und stabile Imperien wie etwa das Römische Reich und das Kaiserreich China seien nach einer Phase der Expansion zu einer Konsolidierungsphase übergegangen, wobei es ihnen gelungen sei, die Säulen der politischen, ökonomischen, militärischen und ideologischen Macht auszubalancieren. Münkler definiert die augusteische Schwelle folgendermaßen:
Die augusteische Schwelle bezeichnet also ein Ensemble einschneidender Reformen, durch die ein Imperium seine Expansionsphase beendet und in die Phase der geordneten Dauer, des lange währenden Bestandes überführt wird.
Münkler lehnt sich eng an die Überlegungen Doyles an. Er weist als mustergültiges Beispiel auf die Zeit des Augustus hin, der die Pax Romana, den Römischen Frieden, für das gesamte Römische Reich gesichert habe. Anderen Imperien, wie etwa dem Steppenreich der Mongolen oder den Seereichen der Spanier und Portugiesen, sei dieser Übergang nicht gelungen, da ihnen keine langfristige Konzeption zu Grunde gelegen habe. Ob ein Überschreiten der augusteischen Schwelle möglich ist, hängt Münkler zufolge entscheidend von der zivilisatorischen Überlegenheit des jeweiligen „Zentrums“ gegenüber der Peripherie ab. Damit ist dieser Übergang für Steppenimperien, für die eine zivilisatorische Überlegenheit der eroberten Gebiete gegenüber dem Machtzentrum charakteristisch ist, unwahrscheinlich. Das Machtzentrum wird ständig genötigt, seine Herrschaft mit permanenter Gewaltandrohung, militärischer Dauerpräsenz oder periodischen Militärzügen aufrechtzuerhalten, was zu einer militärischen Dauerüberforderung des Imperiums führt.
Münkler erläutert den Begriff auch im Rahmen der Diskussion, ob der derzeit einzigen Weltmacht der Vereinigten Staaten der Sprung über die augusteische Schwelle gelingen könne und welche Konsequenzen sich daraus für die Europäische Union ergäben. Dabei stelle sich allerdings die Frage, ob der Begriff Imperium auf die Vereinigten Staaten überhaupt anwendbar sei, zumal kein „demokratisches Imperium“ längere Phasen durchstehen könne, in denen die Aufrechterhaltung der Ordnung mehr koste als sie einbringe.
Münkler definiert den Begriff „Imperium“ wie folgt:
Imperien sind mehr als große Staaten; sie bewegen sich in einer ihnen eigenen Welt. Staaten sind in eine Ordnung eingebunden, die sie gemeinsam mit anderen Staaten geschaffen haben und über die sie daher nicht allein verfügen. Imperien dagegen verstehen sich als Schöpfer und Garanten einer Ordnung, die letztlich von ihnen abhängt und die sie gegen den Einbruch des Chaos verteidigen müssen. Der Blick in die Geschichte der Imperien zeigt, dass sprachliche Wendungen wie die von der 'Achse des Bösen' oder den 'Vorposten der Tyrannei' nichts Neues und Besonderes sind. - Während Staaten an den Grenzen anderer Staaten Halt machen und es ihnen selbst überlassen, ihre inneren Angelegenheiten zu regeln, mischen sich Imperien in die Verhältnisse anderer ein, um ihrer Mission gerecht zu werden. Deshalb können Imperien auch sehr viel stärker Veränderungsprozesse in Gang setzen, während die Ordnung der Staaten durch einen strukturellen Konservatismus geprägt ist.